# سيف الدين ططر
الظاهر سيف الدين ططر، هو سلطان من المماليك البرجية حكم مصر في سنة 1421.
الملك الظاهر ابو الفتح ططر الظاهرى ( 1366 - القاهرة، 21 ديسمبر 1421 ) ، ثامن سلاطين المماليك البرجية فى مصر. نصب سلطان على مصر فى 8 اغسطس 1421 ، و سمى ططر لإن فى عادة الجراكسة كانت تسمية المولود على اسم أول شخص يطرق باب دارهم بعد ولادة الطفل. وعندما ولد ططر كان اول من دق الباب رجل تتري فسموه ططر. ططر كان السلطان المملوكي الوحيد اللى عين فى الشام وليس في مصر مصر .
ططر كان وصي على السلطان الرضيع شهاب الدين ابو السعادات و تزوج امه سعادات أرملة السلطان المؤيد ابو النصر شيخ وبعدها خلع أبنها و وأصبح السلطان بعده و طلقها ثاني يوم من خوفه منها ، و ويقال انها انتقمت منه وقام بتسميم فراشه فتوفي ودفن فى قرافة القاهرة و عمره خمسة و خمسين سنة بعد ما حكم حوالي أحدى عشر شهر منهم أربعة و تسعين يوم كسلطان رسمى.
الظاهر ططر كان راجل خير ووسيم الهيئة و يعتبر من أحسن المماليك الجراكسة و كان يحب الأدب و العلم. أنجب ولد سماه محمد الذي تولى عرش مصر بعده و هو لديه 11 سنه بإسم الملك الصالح ناصر الدين محمد ابو السعادات و أبنة تزوجت سيف الدين برسباي الذي أصبح سلطان سنة 1422.
وصفه المقريزي بإنه كان متدين و طيب و كريم لكن كان فيه بعض اللهو و متعصب للمذهب الحنفي ، و كلف الدوله أموال كثيرة في فترة حكمه بالرغم من قصرها فذلك أرهق من بعده. ويختم المقريزي ترجمة الظاهر ططر بقوله : " ولم تطل ايامه للدرجة تشكر او تذم أفعاله".
المؤرخ البدر العيني ارخ لحياة الظاهر ططر فى كتاب اسمه " الروض الزاهر فى سيرة الملك الظاهر " ططر " ".

## عملات الظاهر ططر
للظاهر ططر درهم فريد من نوعه نقش على ناحية واحدة فقط كنيته " الملك الظاهر ابو الفتح ".